# Reisu-l-ulema
Reisu-l-ulema, variantně též reis-ul-ulema či zastarale reis-el-ulema, je titul nejvyššího duchovního představitele Islámského společenství v Bosně a Hercegovině.

## Historie

### Do roku 1878
Do rakousko-uherského záboru Bosny a Hercegoviny roku 1878 Islámské společenství v Bosně a Hercegovině nemělo svou vlastní náboženskou hierarchii. V osmanské říši byl nejvyšší duchovní autoritou cařihradský şeyhülislam, který jmenoval a odvolával muftí v jednotlivých částech státu.

### Od roku 1878 do 1918
Okupací Bosny a Hercegoviny došlo k přerušení veškerých kontaktu s Cařihradem. Většina muslimů proto chtěla založit samostatnou náboženskou organizaci. Nezávislé postavení zdejších muslimů nepřímo zmiňovala i tzv. Novopazarská konvence z roku 1879.
Rakousko-uherská správa nejprve přišla s tezí, že şeyhülislam může i nadále jmenovat duchovní pro Bosnu a Hercegovinu, ale jen z řad domácích muslimů. Vídeň následně přišla s dalšími požadavky, načež roku 1882 jmenovala nejvyšší duchovní radu starších, ulema-medžlis, a reisu-l-ulemu. Takto ustavená organizace byla zpočátku zcela nezávislá na Cařihradu, ale kvůli chybějící pověřovací listině muslimové často zpochybňovali reisu-l-ulemy dosazené rakouský, resp. křesťanským císařem. Tato skutečnost byla jednou z podstatných bojů muslimského boje za autonomii mezi lety 1899 a 1909.
Teprve až po anexi provincii císař František Josef I. v dubna 1909 vyhlásil statut autonomie.

### Od roku 1918 do 1929
Po ustanovení Království Srbů, Chorvatů a Slovinců nastalo pro muslimy období nejistot. Pozemková reforma z roku 1921 muslimské velkostatkáře připravila o hospodářskou i politickou základnu. Jejich rodinné statky byly po skončení války vypalovány křesťanskými bezzemky. Jedním z výrazných příkladů zastrašování muslimské komunity se stal roku 1924, kdy byly v černohorské vesnici Šahovići zavražděno nejméně 120 muslimů černohorskými komity.

### Od roku 1929 do 1941
Pod diktátorským režimem krále Alexandra I. od roku 1929 se muslimům v Bosně a Hercegovině vedlo ještě hůře. Na protest proti vynucovaným reformám roku 1930 rezignoval reisu-l-ulema Mehmed Džemaluddin-efendija Čaušević a na jeho místo usedl člověk oddaný režimu. Následně byl zrušen statut autonomie Islámského společenství v Bosně a Hercegovině a sídlo nyní již jugoslávského reisu-l-ulemy přesunuto do Bělehradu.

### Od roku 1941 do 1945
K dubnu 1941 obsadila Bosnu a Hercegovinu ustašovská vojska, která ji připojila k Nezávislému státu Chorvatsko. Vůdce nového fašistického státu Ante Pavelić, sám původem z Bosny a Hercegoviny, slíbil reisu-l-ulemovi Fehim-ef. Spahovi, že správa muslimského společenství bude záležet na vůli a přáních samotných muslimů.

### Od roku 1945 do 1993
Po roce 1945 bylo hlavním cílem vlády nové socialistické Jugoslávie zbavit Islámské společenství společenského a politického vlivu. Zrušena byla náboženská výuka ve školách a odňata pravomoc náboženských soudů. Islámské společenství rovněž musela hledat nové zdroje financování. Rovněž nebylo nemožné stavět nové mešity či jiné náboženské stavby. Velký počet medres, vyšších teologických škol, byl uzavřen. V Bosně a Hercegovině zůstala činná pouze Gazi Husrev-begova medresa. Některé muslimské objekty byly prohlášeny národním kulturním dědictvím a připadly státu. Teprve až roku 1990 mohla být přijata nová, demokratičtější ústava Islámského společenství, takzvaná Ramadánská ústava. Další organizační změny přerušil rozpad Jugoslávie.

## Seznam nejvyšších duchovních představitelů

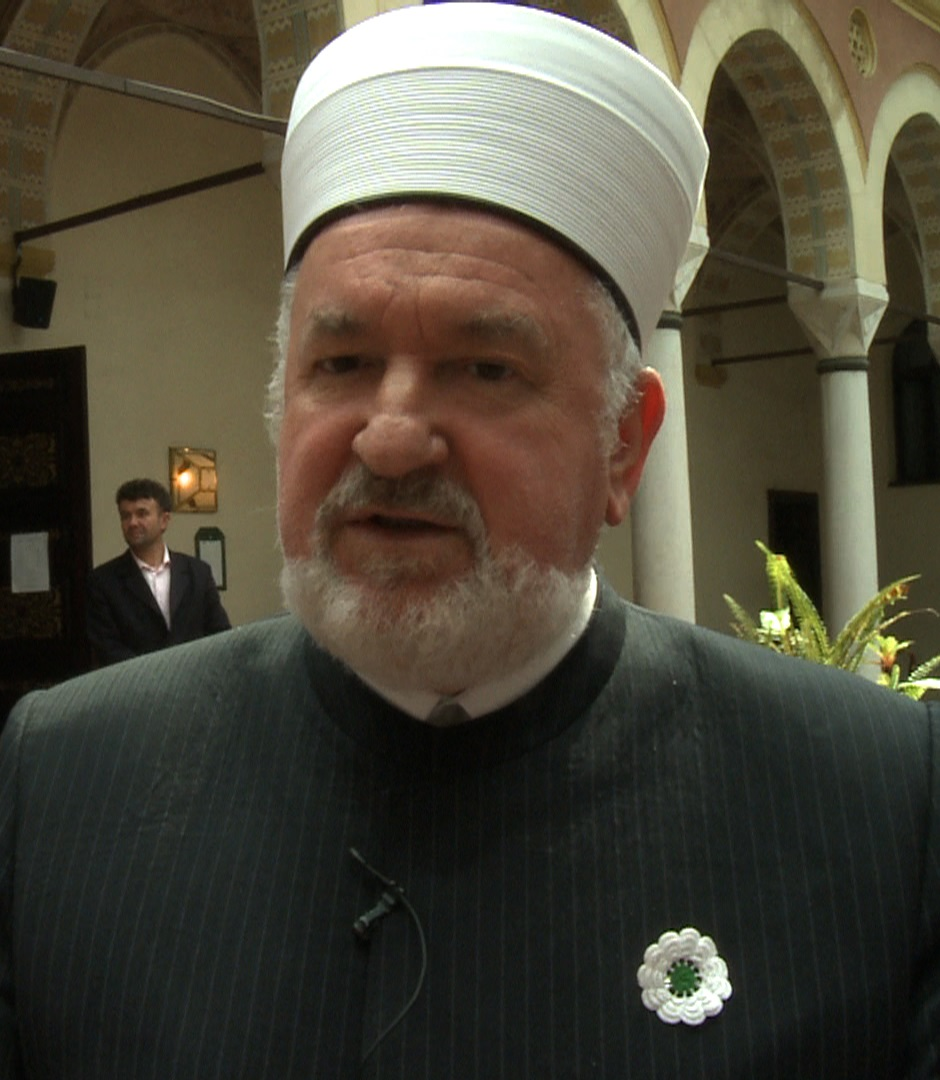
Mustafa-ef. Cerić, v letech 1993–2012 reisu-l-ulema

- 1882–1893 Mustafa Hilmi-efendija Hadžiomerović (1816–1895), reisu-l-ulema v Sarajevu, jmenován 17. října a uveden do úřadu 15. prosince 1882, rezignoval 20. listopadu 1893
- 1893–1909 Mehmed Teufik-efendija Azabagić (1838–1918), reisu-l-ulema v Sarajevu, jmenován 25. října a uveden do úřadu 20. listopadu 1893 do 31. března 1909
- 1909–1910 místo uprázdněno, Ahmed Munib-efendija Korkut (1848?–1925?), náib (náměstek) od 1. dubna 1909 do 31. května 1910
- 1910–1912 háfiz Sulejman-efendija Šarac (1850–1927), reisu-l-ulema v Sarajevu, jmenován 1. června a uveden do úřadu 30. června 1910, mandátu se vzdal 3. října 1912 předčasně po narůstajícím napětí s politickým vedením bosenskohercegovských muslimů
- 1912–1914 místo uprázdněno, Mehmed Teufik-efendija Okić (1870–1932), náib (náměstek) od 4. října 1912 do 26. března 1914, roku 1913 zvolen v obou volbách hadži Mehmed Džemaluddin-efendija Čaušević, ale do úřadu vstoupil roku 1914;
- 1914–1930 hadži Mehmed Džemaluddin-efendija Čaušević (1870–1938), reisu-l-ulema v Sarajevu, první volba reisu-l-ulemy zrušena, podruhé zvolen 27. října 1913 a uveden do úřadu 26. března 1914, mandátu se vzdal předčasně pro nesouhlas se shora prosazovanou reformou islámského společenství 25. července? 1930
- 1930–1936 háfiz Ibrahim-efendija Maglajlić (1861–1936), předseda Ulema-medžlisu v Bělehradě, jmenován 12. června a uveden do úřadu 31. října, penzionován 17. března 1936
- 1936–1938 místo uprázdněno, úřadem pověřen náib Vrchního stařešinstva v Bělehradě Salih Safvet Bašić (1886–1948), resp. náib v Sarajevu Fehim-efendija Spaho (1877–1942) a náib ve Skopji Fevzija-ef. Hadžihamzić
- 1938–1942 Fehim-efendija Spaho (1877–1942), reisu-l-ulema v Sarajevu, jmenován 23. dubna a uveden do úřadu 9. června, zemřel v úřadu
- 1942–1947 místo uprázdněno, úřadem pověřen Salih Safvet Bašić (1886–1948)
- 1947–1957 Ibrahim-efendija Fejić (1879–1962), reisu-l-ulema v Sarajevu, jmenován 26. srpna a uveden do úřadu 12. září
- 1957–1975 Sulejman-efendija Kemura (1908–1975), reisu-l-ulema v Sarajevu, jmenován 15. listopadu a uveden do úřadu 8. prosince, zemřel v úřadu
- 1975–1987 Naim-efendija Hadžiabdić (1918–1987), reisu-l-ulema v Sarajevu, jmenován 22. března a uveden do úřadu 18. května, zemřel v úřadu
- 1987–1987 místo uprázdněno, Ferhat-efendija Šeta, náib (náměstek)
- 1987–1989 háfiz Husein-efendija Mujić (1918–1993), reisu-l-ulema v Sarajevu, jmenován 31. října a uveden do úřadu 11. prosince, mandátu se vzdal předčasně po tlaku reformě smýšlejících imámů
- 1990–1991 místo uprázdněno, úřadem pověřen Jakub-efendija Selimoski (1946–2013)
- 1991–1993 Jakub-efendija Selimoski (1946–2013), reisu-l-ulema v Sarajevu, jmenován 9. března, koncem června 1993 natrvalo opustil Sarajevo, čímž se de facto rozpadlo Islámské společenství v SFRJ
- 1993–1996 dr. Mustafa-efendija Cerić, náib (náměstek) a de facto reisu-l-ulema, jmenován 28. dubna 1993 jako představitel bosenskohercegovských muslimů, od 1991 přitom pobýval a přednášel v Malajsii, během války úřadoval v Záhřebu
- 1996–2012 dr. Mustafa-efendija Cerić (*1952), reisu-l-ulema v Sarajevu, uveden do úřadu 5. srpna 1996
- 2012–dosud Husein-efendija Kavazović (*1964), reisu-l-ulema v Sarajevu, jmenován 23. září a uveden do úřadu 15. listopadu